# Качалина, Анастасия Сергеевна
Анастаси́я Серге́евна Кача́лина (18 мая 1919 — 4 февраля 1972) — передовик советского сельского хозяйства, доярка совхоза «Раменское» Раменского района Московской области, Герой Социалистического Труда (1966).

## Биография
Родилась в 1919 году в деревне Софьино Бронницкого уезда, ныне Раменского района Московской области в крестьянской семье. С детства трудилась в сельском хозяйстве. В двенадцать лет после обучения в начальной школе трудоустроилась в колхоз «Пламя». В 1938 году она добилась высоких производственных показателей, получив по 5196 килограммов молока от закреплённых коров в среднем от одной головы за год. В начале Великой Отечественной войны Качалина возглавила эвакуационную группу, которой пришлось перегонять 110 племенных коров в Ивановскую область. В июне 1942 года стадо вернулось в Московскую область.
После реорганизации в 1959 году колхоза в совхоз «Раменский» продолжила работать дояркой. Постоянно одерживала победы в социалистических соревнованиях, была в числе передовиков производства. Участвовала в командировках по обмену опытом в соседние регионы РСФСР. Неоднократная участница и победительница выставок достижений народного хозяйства. В 1963 году Качалина взяла группу первотёлок и достигла высоких производственных результатов, сумев получить уже в 1965 году от каждой коровы по 5060 килограммов молока в среднем за год.
За достигнутые успехи в развитии животноводства, увеличении производства и заготовок мяса, молока, яиц, шерсти и другой продукции, Указом Президиума Верховного Совета СССР от 22 марта 1966 года Анастасии Сергеевне Качалиной было присвоено звание Героя Социалистического Труда с вручением ордена Ленина и золотой медали «Серп и Молот».
В дальнейшем продолжала трудовую деятельность, показывала высокие результаты. В 1967 году стала работать в овоще-молочном совхозе «Пламя». С 1968 года работала бригадиром животноводов на отстающей Дурнихинской ферме. Избиралась депутатом Раменского районного Совета депутатов.
Проживала в родном селе Софьино Раменского района Московской области. Умерла 4 февраля 1972 года.

## Награды
За трудовые успехи удостоена:
- золотая звезда «Серп и Молот» (22.03.1966),
- орден Ленина (22.03.1966),
- Медаль «За трудовую доблесть» (1939),
- другие медали.